# Michel Rouche
Pour les articles homonymes, voir Rouche.
Michel Rouche, né le 30 mai 1934 à Paris et mort le 5 décembre 2021 dans la même ville, est un historien français, professeur émérite des universités, spécialiste de l'histoire de la Gaule entre l'Empire romain et le Moyen Âge.

## Biographie

### Carrière universitaire
Reçu à l'agrégation d'histoire en 1959, il a enseigné au lycée Pierre-d'Ailly de Compiègne et au lycée Carnot de Paris 
Il est devenu docteur en histoire de l'université Paris-Sorbonne en 1976. Il a enseigné à l'université Charles-de-Gaulle - Lille III de 1969 à 1989 (Olivier Verdun entre autres y fut son élève), puis comme maître de conférences à l'Institut catholique de Paris.

Il a ensuite enseigné à l'université Paris-Sorbonne, comme professeur des universités.

### Catholique militant
Par ailleurs catholique convaincu, Michel Rouche anime l'Institut de la famille, qui relève de l'école cathédrale, émanation du diocèse de Paris.

## Apport à l'histoire du Haut Moyen Âge
Ses recherches portent sur la fin de l'Antiquité et l'implantation des royaumes barbares au Haut Moyen Âge, notamment le royaume wisigoth.
Le professeur Rouche est à l'origine du colloque international d'histoire de 1996 qui s'est tenu à Reims pour la commémoration du baptême de Clovis. À cette occasion, le pape Jean-Paul II a pu rencontrer et dialoguer avec les historiens, chercheurs, scientifiques réunis autour de la question. Les actes du colloque en deux volumes sont parus. Michel Rouche a aussi participé à la rédaction du film Clovis et son temps de Jacques Barsac.

## Publications
- Attila, La violence nomade, Fayard, 2009.
- Les origines du christianisme : 30-451, Paris, Hachette supérieur, 2007, 208 p.
- Petite histoire du couple et de la sexualité, entretien avec Benoît De Sagazan, CLD Éditeur, coll. « Société sciences humaines », réédition 2006.
- Auctoritas, mélanges offerts à Olivier Guillot : cultures et civilisations médiévales, avec Gilles Constable, Presses de l'université Paris-Sorbonne, 2006.
- Histoire du Moyen Âge VIIe - Milieu du Xe siècle, Éditions Complexe, 2005.
- Les racines de l'Europe : les sociétés du Haut Moyen Âge, 588 à 888, Éditions Fayard, 2003.
- Histoire de la papauté : 2000 ans de missions et de tribulations, Éditions du Seuil, coll. « Points/Histoire », avec Yves-Marie Hilaire, Michel Perrin et Francis Rapp, 2003.
- Le Moyen Âge en Occident : des barbares à la Renaissance, avec Michel Balard et Jean-Philippe Genet. Hachette Éducation, coll. « Histoire Université », réédition 2003.
- Le choc des cultures : romanité, germanité, chrétienté durant le haut Moyen Âge, Presses universitaires du Septentrion, coll. « Histoire et civilisations », 2003. Disponible ici
- Charlemagne : Rome chez les Francs, avec Eric Vanneufville, France-Empire, 2000.
- Mariage et sexualité au Moyen Âge : accord ou crise ? : colloque international de Conques, Presses de l'université Paris-Sorbonne, coll. « Cultures et civilisations médiévales », 2000.
- Michel Rouche (dir.) et al., Clovis histoire et mémoire : actes du colloque international commémorant le quinzième centenaire du baptême de Clovis, Reims du 19 au 25 septembre 1996, Paris, Presses de l'Université de Paris Sorbonne. Paris, 1997 (ISBN 2-84050-079-5)
- Clovis, suivi de vingt en un documents traduits et commentés, Paris, Éditions Fayard, 1996  (ISBN 978-2-213-59632-7)
- Histoire générale de l’enseignement et de l’éducation en France. Tome 1, Des origines à la Renaissance (Ve siècle av. J.-C.- XVe siècle), Nouvelle Librairie de France, 1981.
- L'Aquitaine des Wisigoths aux Arabes 418-781 : naissance d'une région. Paris, EHESS-Jean Touzot, 1979 (publication de la thèse d'Etat de M. Rouche) : Prix Gobert 1980 de l’Académie des inscriptions et belles-lettres.
- L'Europe au Moyen Âge : documents expliqués, avec Charles-M. de La Roncière et Robert Delort. Paris, Armand Colin, nombreuses rééditions depuis 1969.